# 盤麗魚
盤麗魚又名黑格爾盤麗魚，為輻鰭魚綱鱸形目隆頭魚亞目慈鯛科的其中一種，分布於南美洲亞馬遜河流域，體長可達12.3公分，棲息在中底層水域，以昆蟲等無脊椎動物為食，為高經濟價值的觀賞魚，有許多人工培育的種類。